# Nelsia
Nelsia là chi thực vật có hoa trong họ Amaranthaceae.